# Zamarada catori
Zamarada catori is een vlinder uit de familie spanners (Geometridae). De wetenschappelijke naam van deze soort is voor het eerst geldig gepubliceerd in 1913 door Bethune-Baker.
De soort komt voor in tropisch Afrika.